# Schronisko w dolinie Majdańskiego Potoku
Schronisko PTT w Dolinie Majdańskiego Potoku (Małmanstal) zwane również schroniskiem pod Czarną Górą – nieistniejące obecnie schronisko turystyczne położone na wysokości 650 m n.p.m. w dolinie Majdańskiego Potoku (Rybnik Majdański) na terenie osady Małmanstal (Kropiwnik) w Bieszczadach Wschodnich.

Obiekt powstał około 1930 roku na dzierżawionym terenie i był prowadzony przez oddział Polskiego Towarzystwa Tatrzańskiego w Drohobyczu. W 1934 roku PTT ostatecznie wykupiło parcelę z budynkiem. W 1937 roku schronisko oferowało 23 miejsca noclegowe (19 łóżek, 4 sienniki).

## Szlaki turystyczne w 1936 r.
- ze Schodnicy przez Mielniczną (823 m n.p.m.),
- z Podhorodców przez Szeroki Wierch (1181 m n.p.m.) i Widnochę (1123 m n.p.m.),
- z Turki przez Munczeł Radycki (1044 m n.p.m.) i Wysoki Wierch (1177 m n.p.m.),
- z Zawadki przez Wysoki Wierch.